# Szabó Katalin (közgazdász)
| Szabó Katalin                             | Szabó Katalin |
| Kattints az alábbi külső linkek egyikére! | Kattints az alábbi külső linkek egyikére!                                                                               |
| ----------------------------------------- | --- |
| Nem található szabad kép.(?)              | |
| külső link · jogvédett                    | Szabó Katalin fényképe. Közgazdász. 1986-20-21.                                                                         |
| külső link · jogvédett                    | Szabó Katalin. Nők a tudomány fellegvárában. Kutatói életutak a Magyar Tudományos Akadémián 1949–2021. II. kötet. 1101. |

Szabó Katalin (Gödöllő, 1944. november 5. – Budapest, 2017. október 10.) magyar közgazdász, a közgazdaság tudomány doktora (doktorátus), egyetemi oktató.

## Tanulmányai
Alapfokú tanulmányait Budapest XVI. kerületében, Cinkotán végezte. Középiskolába Budapesten járt, képesített könyvelő, tervező és statisztikusi végzettséget nyert 1962-ben közgazdasági technikumban.
Felsőfokú tanulmányait a Marx Károly Közgazdaságtudományi Egyetemen végezte, ahol 1966-ban szerzett diplomát. Kis doktori disszertációját 1969-ben védte meg. Kandidátusi fokozatot 1975-ben ért el, majd MTA doktori értekezését 1988-ban sikeresen megvédte. Kutatási területei a vállalatelmélet, az információgazdaság, a tudományelmélet és a szakmai kommunikáció.

## Szakmai életútja

### Oktatás
Az egyetem elvégzése után 1966-tól 1988-ig gyakornokként, majd tanársegédként, adjunktusként, docensként dolgozott a Budapesti Corvinus Egyetem jogelődjeinél, többek között a Marx Károly Közgazdaságtudományi Egyetemen, Budapesti Közgazdaságtudományi Egyetemen és a Pécsi Gazdaságtudományi Karon. Egyetemi oktatói munkája mellett 1973-tól 1986-ig a Közgazdasági Szemle elméleti rovatvezetője, majd 1986-tól 2010-ig főszerkesztője volt.
1986 és 2010 között a Budapesti Közgazdaságtudományi Egyetem Közgazdasági Továbbképző Intézeténél vezette az Elméleti Közgazdaságtan Tanszéket. 1988 és 1992 a BKE és az Államigazgatási Főiskola integrációjával létrejött Budapesti Közgazdaságtudományi és Államigazgatási Egyetem Összehasonlító és Intézményi Gazdaságtan Tanszékének tanszékvezető egyetemi tanára, majd 1992-2014-ig egyetemi tanár már a Budapesti Corvinus Egyetemen.
2014-től címzetes professzorként dolgozott a vietnámi Ton Duc Thang University-n Vietnamban, és professor emeritus címmel bírt a Budapesti Corvinus Egyetem Összehasonlító és Intézményi Gazdaságtan Tanszékén.

### Publikációi
Szabó Katalin ismeretes 15 könyv szerzőjeként, 6 könyv, kiadvány szerkesztőjeként, valamint 47 könyvfejezet, 105 folyóiratcikk szerzőjeként. Mindezen munkái összesen 188 publikációt jelentenek gyakorlatilag.

### Közélet
Közéletben kifejtett tevékenységét a következő intézményekben végezte:
- 1996–2017 az MTA Közgazdaságtudományi Bizottság tagja,
- 1998–2006 az MTA választott doktor-képviselője
- 1999– az MTA IX. Osztályának tanácskozási jogú tagja, később állandó meghívottja
- 2000–2003 az OTKA Közgazdaságtudományi Zsűrijének az elnöke
- 2004–2006 Kutatási és Technológiai Innovációs Tanács tagja közben társelnöke
- 2010–2012 a Magyar Felsőoktatási Akkreditációs Bizottság Társ. Tud Szakbizottságának elnöke
- 2001–2017 a Gazdaságtudományi Doktori Bizottság és elődje tagja, valamint számos más szakmai és szerkesztő bizottság tagja

## Elismerései
- 1996 Széchenyi professzor
- 2008 Akadémiai Díj
- 2009 A Magyar Érdemrend lovagkeresztje
- 2014 Eötvös József-koszorú (életműdíj, MTA)[12]

## További információ
- Budapesti Corvinus Egyetem munkatársai